# 코마스 (IT 기업)
코마스(COMAS)는 1993년에 설립된 대한민국의 IT 인프라 서비스를 제공하고 있는 회사이다. 현재는 Metanet Group의 관계사이며, 지분의 과반은 역시 Metanet 관계사인 대우정보시스템이 가지고 있다

## 사업 영역
인프라 구축
- 인프라 구축서비스
  - 시스템, S/W, Storage, N/W등 Total Infra Solution제공
- Migration 및 DC이전
- 시스템, 스토리지, Desktop, 네트워크 가상화 구축전문
- Cloud Computing 구축

소프트웨어
- DB2
- WAS
- TSM
- BigData(Netezza, ISAS)
- Ontune
- TPAM
- SharePlex
- Quest Software(Toad, SharePlex, LiveReorg, Foglight)
- Veritas

유지정비 및 운영서비스
- 유지정비
- Data Center 운영서비스
- Data Center 구축 및 이전서비스